# Terme Selinuntine
Terme Selinuntine (greco Thermai Selinuntiai, latino Thermae Selinuntinae) nasce come sub-colonia Greca di Selinunte nel VII secolo a.C., esattamente pochi anni dopo il 628 a.C., la data della fondazione della città madre.

## Geografia
L'antico villaggio oggi corrisponde alla città di Sciacca in provincia di Agrigento, ubicata tra le pendici sud-occidentali del Monte San Calogero (o Monte Kronio) e la costa del canale di Sicilia, tra le foci del fiume Belice ad occidente e Platani (o Alico - dal greco Halykòs salato) ad oriente. Terme Selinuntine si trovava compresa tra Selinunte, Eraclea Minoa e Akragas.

## Il mito di Dedalo e Minosse
Il mito di Dedalo e Minosse, tramandato dalle fonti antiche, vuole che sia localizzato in Sicilia con una particolare rilevanza nella zona Saccense. 
Tucidide come anche Diodoro Siculo narrano che Dedalo ateniese di patria, appartenente alla famiglia degli Erettidi, era un uomo di grande ingegno, definito architetto e scultore talmente bravo che fece meravigliose opere in diverse parti del mondo.
Pare che dopo essere fuggito da Creta in seguito all'ira del re Minosse, Dedalo arriva in Sicilia e viene ospitato dal re indigeno dei Sicani chiamato Cocalo; Dedalo durante la permanenza diede adito al suo ingegno anche in Sicilia costruendo diverse opere architettoniche di grande rilievo: nel territorio della Megaride costruì la cosiddetta "Colimbetra", un grande bacino artificiale modificando il corso di un fiume chiamato Alabon. Nell'agro agrigentino costruì su una rupe una fortezza così salda e impenetrabile che bastavano pochissimi uomini per poterne difendere l'entrata; tale luogo sarà la fortezza di Camico, la nuova residenza del re Cocalo. La terza opera fu costruita proprio nel territorio selinuntino, in cui si dice che realizzò una terma, convogliando il vapore che usciva cocentissimo da sottoterra in modo da poterlo sfruttare come cura contro alcuni mali(stufe del monte Kronio). Infine ad Erice costruì un terrazzamento per dare la possibilità di erigere un tempio dedicato a Venere.
Sembra proprio che la terza opera architettonica operata da Dedalo sia strettamente correlabile alle famose grotte vaporose del monte Kronio (San Caloogero) di Sciacca.
Tornando alla storia delle fonti, Minosse re dei Cretesi, che allora teneva l'impero del mare, avendo saputo che Dedalo si era rifugiato in Sicilia presso l'ospitalalità e la nuova fortezza del re Cocalo, decise di partire a far guerra per recuperare il fuggitivo; messa insieme una flotta navale armata partì e approdò nel territorio agrigentino, presso il fiume Alikos. Minosse chiese al re Sicano di consegnargli Dedalo per essere giustiziato ma con grande astuzia Cocalo riesce ad accogliere il re e mentre gli offriva un bagno caldo nella sua terma, lo fece uccidere dalle due sue figlie facendolo affogare nell'acqua calda. Il re Sicano consegnò il corpo all'esercito, giustificando la morte del loro re come conseguenza di una voluta imprudenza poiché era scivolato nell'acqua bollente. L'esercito di Minosse, preso il corpo del loro re defunto lo seppellirono magnificamente innalzandogli un grande monumento in cui riposero le sue ossa, e nello stesso luogo innalzarono un tempio dedicato a Venere, che nel corso del tempo venne venerato anche dagli indigeni con sacrifici e ricche donazioni. 
L'esercito, non potendo più tornare in patria a causa del fatto che i Sicani avevano incendiato e affondato le loro navi, decisero di stabilirsi in questa terra, in un luogo che in onore del loro re chiamarono Minoa (Eraclea) e costruirono anche una fortezza che prese il nome da una fonte, che chiamarono Engio.

## Storia
Secondo Tucidide, Selinunte è a sua volta la sub-colonia di Megara Hyblaea (situata nei pressi di Augusta, la cui spedizione, partita dall'omonima Megara Nisea (città Greca dell'Attica Occidentale) fu molto travagliata, come scrisse lo storico:"...cento anni dopo essersi insediati a Megara Iblea, avevano fondato Selinunte, inviandovi Pammilo; e sopraggiungendo da Megara, la loro metropoli, aveva contribuito (xynkatòikisen) alla rifondazione della colonia".
I Megaresi dopo essersi stabiliti ed avere fondato Selinunte, alcuni anni dopo posero il confine territoriale orientale proprio a Terme Selinuntine fondandovi un piccolo villaggio.
Ai Greci di Selinunte, questo luogo si presenta subito molto particolare sia dal punto di vista idrologico che geologico, grazie ai fenomeni vulcanici sotterranei, alle grotte vaporose del Monte Kronio, di cui la mitologia ci racconta che Dedalo, in fuga da Creta, soggiornando presso la città Siciliana e qui, dopo avere scoperto le grotte vaporose (in cui l'atmosfera, satura di vapore acqueo, raggiunge la temperatura di 40°), vi allestì egli stesso l'ingresso e le famose sedie intagliate nella pietra.
Le varie sorgenti poste ai piedi del Monte Kronio, l'acqua sulfurea (solforoso-sodica) che sgorga dalla Valle dei bagni ed anche la presenza delle cave d'argilla, la feritilità del suolo e infine il suo mare pescosissimo, portarono i Greci a stabilirsi in maniera definitiva, fondando appunto Terme Selinuntine, facendo così diventare il piccolo villaggio in un vero e proprio castello di confine del territorio selinuntino.

## Dionisio e i Cartaginesi. Battaglie di Cabala e Cronio
La cittadina di Terme Selinuntine entrò a far parte della storia delle guerre Greco-Puniche quando Selinunte venne assediata e presa dai Cartaginesi guidati da Annibale Giscone (409 a.C.); gli scampati all'eccidio operato da Cartagine si rifugiarono parte a Sciacca e parte ad Akragas, determinando così l'accrescimento della popolazione locale.
Dopo la distruzione di Selinunte, il suo territorio, passò dunque in potere dei Cartaginesi (409a.C.) che, nel 406 a.C. presero anche Agrigento (Akragas); nel 392 a.C. venne riconquistata dai generali di Dionisio, che estesero il dominio di Siracusa fino alle foci del fiume Mazara e, quest'ultima nel 383 a.C., dichiarò nuova guerra ai Cartaginesi, con lo scopo di cacciarli definitivamente dalla Sicilia.
La battaglia fu molto travagliata e ricca di varie fortune, e alcuni scrittori indicano che le ultime battaglie si siano svolte proprio nella contrada saccense: Dionisio aveva già sconfitto i Cartaginesi in una grande battaglia svoltasi a Cabala (luogo o città ancora imprecisata) dove morì il generale cartaginese Magone (il nome è ancora vivo nelle contrade di Sciacca); ma, dopo un armistizio accordato, l'esercito siracusano fu a sua volta disfatto dal figlio di Magone presso il monte Kronio, dunque molto probabilmente sul Monte S.Calogero di Sciacca.
Nell'anno 378 a.C. i due eserciti arrivarono ad un accordo, sancendo che i Cartaginesi avrebbero tenuto il territorio selinuntino e quello agrigentino ad ovest del fiume Halykos (Platani) che fu stabilito come linea di confine, ed è proprio in questo periodo che presso Terme Selinuntine esisteva, forse, un altro villaggio chiamato Cronio, il quale, come ci racconta Polieno, fu conquistato dai Cartaginesi con un particolare stratagemma: il capitano punico Imilcone si era accampato nei pressi della città di Cronio, vicino al campo dei generali di Dionisio. Dato che i Croniensi preferivano la presenza Cartaginese in città e i generali di Dionisio impedivano il loro accesso, Imilcone, saputa tale notizia, colse il vento contrario ai nemici, incendiando parte della selva che si estendeva davanti al loro campo. Il fumo, trasportato dalla furia del vento sull'accampamento dell'esercito siracusano, impedì di vedere Imilcone avvicinarsi sotto le mura: in tal modo ebbe aperte le porte da coloro che desideravano riceverlo, e riuscì ad entrare in città senza che i generali se ne accorgessero.

## Terme Selinuntine patria di Agatocle
Probabilmente questo villaggio, durante il suo periodo di accrescimento, diede natale ad Agatocle.
Secondo Diodoro, egli nacque "in Terme di Sicilia allorché questa città era sotto il dominio dei Cartaginesi", e sembra proprio che nell'anno della sua nascita, il 361 a.C., le condizioni politiche e territoriali della Sicilia erano quelle stabilite dalla pace a seguito della battaglia di Cronio (378 a.C.) e dalle fonti emerge che nel 361 a.C. soltanto Terme Selinuntine, al contrario di Termini Imerese (Terme Imeresi o Imera), sia stata posseduta dai Cartaginesi.

## Età romana:Aquas Labodes
In epoca imperiale i romani denominarono le antiche terme di Selinunte come Aquae Labodes e divenne oltre che sito termale anche il centro delle poste dell'intera isola. Una fonte che conferma la fondazione di questa importantissima "statio" ci è dato dalla tabula peutingeriana.